# Vlag van Ascension
De vlag van Ascension werd aangenomen op 11 mei 2013. Het is een zogeheten Blue Ensign: een blauwe vlag met in het kanton linksboven de Union Flag. Het schild aan de rechterzijde toont het wapen van Ascension.

## Geschiedenis
Voordat de vlag op 11 mei 2013 werd aangenomen gebruikte men de vlag van het Verenigd Koninkrijk voor officiële doeleinden. De eilandraad van Ascension besprak het idee om in overleg met de Foreign and Commonwealth Office een eigen vlag te ontwerpen tijdens haar vergadering van 3 maart 2009. Leden van de raad stelden voor dat een openbare wedstrijd zou worden uitgeschreven voor het ontwerp van de vlag.

### De voorstellen uit 2010
Tijdens de vergadering van 30 juli 2010 werden twee ontwerpen aan de eilandraad gepresenteerd. Na een volksraadpleging werd het definitieve ontwerp in januari 2012 gepubliceerd. Na toestemming van de gouverneur werd dit voorgelegd aan het Britse College of Arms voor goedkeuring.
De voorstellen werden in september 2010 publiekelijk bekend gesteld. Beide ontwerpen waren blauwe vaandels, voorzien van een wapen.

### Voorstel uit 2012
De eilandraad van Ascension keurde in januari 2012 het definitieve ontwerp van het wapen goed. Na akkoord van de gouverneur van St Helena, Ascension en Tristan de Cunha werd het ontwerp ter goedkeuring ingediend bij het College of Arms. De raad was het ermee eens dat het vlagontwerp een Blauw vaandel, beladen met het voorgestelde wapen moest zijn. Vlag en wapen worden sinds koninklijke toestemming in augustus 2012 officieel gebruikt door het bestuur van Ascension.
Een officieuze vlag werd gebruikt om Ascension Island tijdens Thames Diamond Jubilee Pageant in juni 2012 te symboliseren. Dit was een blauw vaandel beladen met het in januari 2012 voorgestelde wapen. Een afbeelding van deze vlag verscheen in de officiële vlaggengids van het evenement, gepubliceerd door het Flag Institute.